# Josep Manuel Casas i Torres
Josep Manuel Casas i Torres (València, 26 d'octubre de 1916 - Madrid, 30 de maig de 2010) va ser un geògraf i Catedràtic d'universitat valencià.

## Activitat docent
Va iniciar la seva vida acadèmica a València. Entre 1944 i 1966 va ser catedràtic de geografia a la Universitat de Saragossa. El 1965, ocupa per oposició la càtedra de geografia a la Universitat Complutense de Madrid. Va ser un dels primers membres de l'Opus Dei, concretament des del 13 de juny de 1939.
A Saragossa va crear l'especialitat de geografia dins de la secció d'història i va dirigir una de les seccions de l'Institut Juan Sebastián Elcano del Consell Superior d'Investigacions Científiques. En la universitat saragossana va fundar i va dirigir la revista Geographica; va ser director del departament de geografia aplicada i vicedirector de l'Institut d'Estudis Pirinencs.
A Madrid, començà la seva última etapa docent, des de la seva presa de possessió el 7 d'octubre de 1965 fins a la seva jubilació el 1983. A la capital d'Espanya, ocupa diversos càrrecs: Director de l'Institut de Geografia Aplicada del Consell Superior d'Investigacions Científiques des de 1966 fins a 1986. En va tenir una dedicació especial als estudiants, combinant sempre assignatures dels primers i els últims cursos, unes per la importància que donava a una formació bàsica i altres, pel valor d'una formació especialitzada.
La seva dedicació als estudis de Doctorat, fins i tot després de la seva jubilació, mostren clarament el seu interès per uns estudis específics relacionats, en bona part, amb la seva trajectòria investigadora. N'hi ha prou amb recordar les tesis doctorals i les memòries de llicenciatura dirigides per ell. La seva docència va transcendir a les aules, formant part de grups de treball diversos, tant a nivell nacional com a internacional. El 1967 va ser designat com a expert en la reunió sobre "Programes d'estudi de Geografia a les Universitats Europees", celebrat a Estrasburg.
Per assolir el nivell de l'excel·lent magisteri que va desenvolupar el professor Casas Torres va exercitar una sòlida investigació, que va ser pionera en el seu moment i va estar vinculada a una sèrie de línies innovadores, els resultats de les quals mantenen el seu interès i vigència. Va treball en nombrosos camps, entre els quals destaquen: la Geografia aplicada, la Geografia local, urbana i de la població, ocupant la primera Càtedra específica d'aquesta especialitat.
L'estudi sobre la ciutat de Madrid va ocupar bona part del seu treball. Els seus treballs junt amb els dirigits per Manuel de Terán Álvarez són referència obligada per a qui s'apropin a estudiar, des d'un punt de vista geogràfic, l'urbs madrilenya.
Els seus investigadors, a més de contribuir a l'avenç del coneixement geogràfic, van tenir un caràcter aplicat.
Com docent universitari, (mestre i investigador) va deixar una profunda petjada en la Geografia espanyola i a la Universitat, arribant a ser una figura clau en la ciència geogràfica, per la seva neta contribució a l'avenç del coneixement geogràfic i en la formació de nombrosos deixebles, que actualment exerceixen la seva tasca docent com: geògrafs, historiadors de l'art, o historiadors.